# Jejkov
Jejkov är en ort i Tjeckien.   Den ligger i regionen Vysočina, i den centrala delen av landet, 140 km sydost om huvudstaden Prag. Jejkov ligger 399 meter över havet och antalet invånare är 270.
Terrängen runt Jejkov är huvudsakligen platt, men norrut är den kuperad. Jejkov ligger nere i en dal.Runt Jejkov är det ganska tätbefolkat, med 56 invånare per kvadratkilometer. Närmaste större samhälle är Třebíč, 0,35 km väster om Jejkov. Trakten runt Jejkov består till största delen av jordbruksmark.